# Gand-Wevelgem espoirs
Gand-Wevelgem espoirs (en néerlandais : Gent-Wevelgem/Kattekoers-Ieper), également appelée Deinze-Ypres, est une course cycliste sur route masculine disputée en Belgique. Créée en 1934, elle connaît différentes appellations dont Kattekoers (Course des chats) puis Kattekoers-Ieper. Elle fait partie de l'UCI Europe Tour en catégorie 1.2 de 2011 à 2015. En 2016, elle change de nom (Gent-Wevelgem/Kattekoers-Ieper) et devient une manche de la Coupe des Nations espoirs (moins de 23 ans) en catégorie 1.Ncup. En 2023, l'épreuve quitte la Coupe des Nations, pour passer en catégorie 1.2U de l'UCI Europe Tour.

## Histoire
En 1934, le Club royal de cyclisme yprois crée une course entre Gand et Ypres pour des coureurs de catégorie juniors. Elle prend le nom de course des « trois villes de beffroi », car elle se dispute sur le parcours Gand-Bruges-Ypres. Cette course connaît sept éditions de 1934 à 1939 et en 1946. Elle devient en 1947 une course pour coureurs de catégorie indépendants, puis en 1948 pour coureurs amateurs.
En 1949, elle devient la Course des Chats (en néerlandais : Kattekoers). En 1958, la course est annulée en raison de la neige tombée sur la fin du parcours, entre Ypres et le Heuvelland.
Le départ est déplacé de Gand à Deinze.
De 2011 à 2015, la Course des chats fait partie du calendrier de l'UCI Europe Tour. Elle est par conséquent ouverte aux équipes continentales professionnelles belges, aux équipes continentales, à des équipes nationales et à des équipes régionales ou de clubs. Les UCI ProTeams (première division) ne peuvent pas participer.
C'est également une manche de la Topcompétition, calendrier de courses belges réalisé par la Royale ligue vélocipédique belge et donnant lieu à un classement des coureurs belges de moins de 27 ans appartenant à des équipes continentales ou de clubs belges. 
En 2016, l'épreuve intègre le calendrier de la Coupe des Nations espoirs, associée avec la course professionnelle Gand-Wevelgem. L'épreuve change de date - car elle a lieu le même jour que Gand-Wevelgem - et de parcours. 
Les éditions 2020 et 2021 sont annulées en raison de la pandémie de Covid-19,,,.

## Palmarès

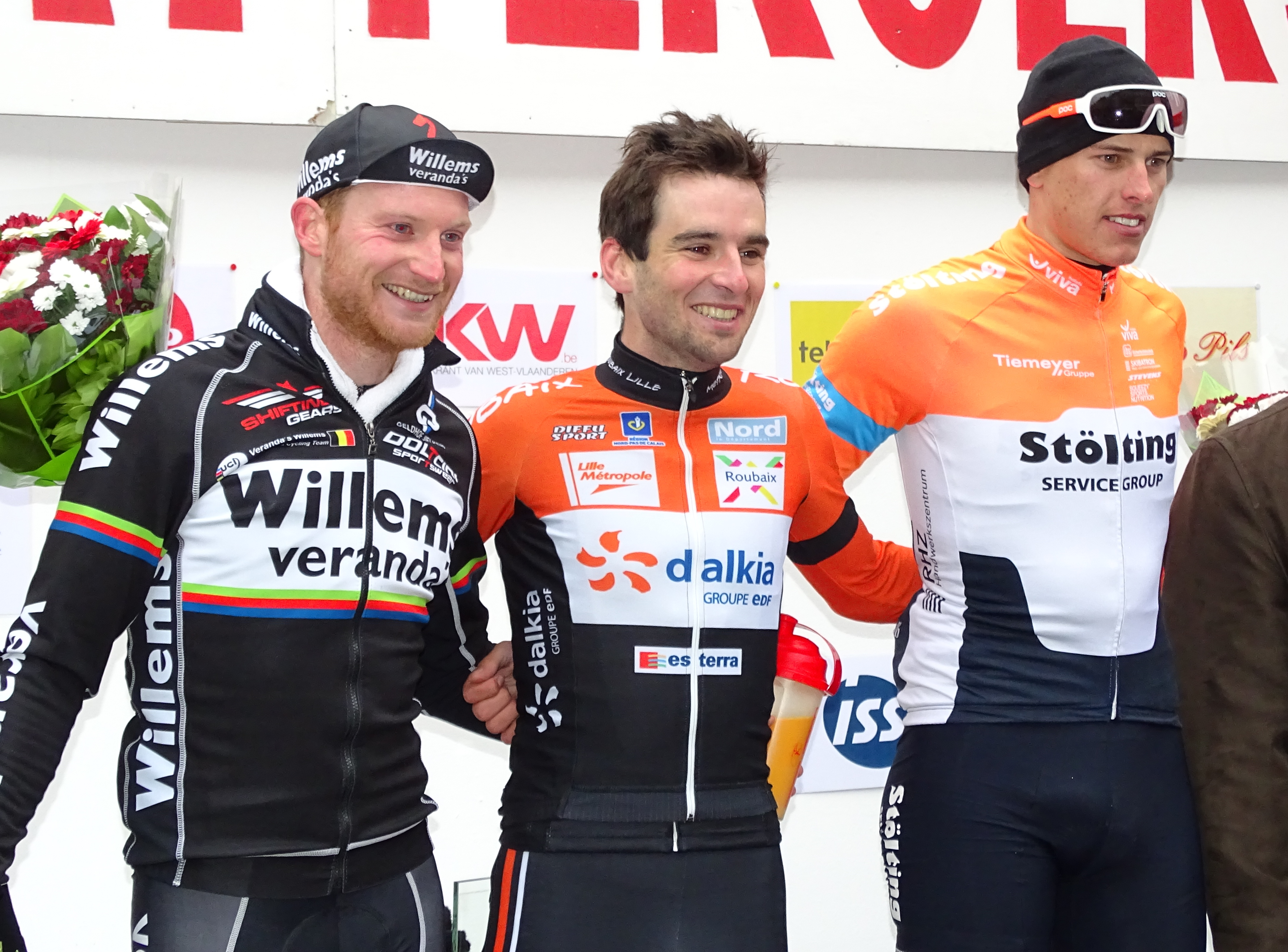
Podium de l'édition 2015 de la Course des chats : Joeri Calleeuw (2e), Baptiste Planckaert (1er) et Nils Politt (3e).

| Année                          | Vainqueur                                    | Deuxième                                     | Troisième                                    |
| ------------------------------ | -------------------------------------------- | -------------------------------------------- | -------------------------------------------- |
| Les 3 villes du Beffroi        |                                              |                                              |                                              |
| 1934                           | Alfons Ghesquière                            |                                              |                                              |
| 1935                           | Philémon De Meersman                         |                                              |                                              |
| 1936                           | Marcel Meerenhout                            |                                              |                                              |
| 1937                           | Marcel Kint                                  |                                              |                                              |
| 1938                           | Alois Delchambre                             | André Declerck                               | Roger Cnockaert                              |
| 1939                           | Leon Kint                                    | André Declerck                               | Georges De Cnock                             |
| 1940-1945                      | Pas organisé                                 | Pas organisé                                 | Pas organisé                                 |
| 1946                           | Leopold Verhaegen                            | Marcel Dierkens                              | T. Delaere                                   |
| 1947                           | Omer Porte                                   | Marcel De Mulder                             | Maurice Blomme                               |
| 1948                           | Gerard Deschacht                             | Roger Decock                                 | Alfons Vandenbrande (ca)                     |
| Kattekoers                     |                                              |                                              |                                              |
| 1949                           | Maurice Joye                                 | Alois Van Steenkiste                         | Roger Derous                                 |
| 1950                           | Gentiel Vermeersch                           | Joseph Van Coillie                           | Roger Vuylsteke                              |
| 1951                           | André Noyelle                                | Gilbert Desmet                               | Georges De Cnock                             |
| 1952                           | Joseph Parmentier                            | Lucien Victor                                | Daan de Groot                                |
| 1953                           | Albert Eloot                                 | Gaston Rebry                                 | Raphaël Ghisquière                           |
| 1954                           | Emiel Van Cauter                             | Norbert Kerckhove                            | Piet van der Lijke                           |
| 1955                           | Josef Verhelst                               | Gabriel Borra                                | Julien Schepens                              |
| 1956                           | Piet de Jongh                                | René Pavard                                  | Jan Groot                                    |
| 1957                           | René Muylle                                  | Ab Geldermans                                | Coen Niesten                                 |
| 1958                           | Annulée à cause de la neige                  | Annulée à cause de la neige                  | Annulée à cause de la neige                  |
| 1959                           | Willy Van den Broeck                         | Louis Van Huyck                              | Valère Schmidt                               |
| 1960                           | Robert Lelangue                              | Eric Callens                                 | Ab Sluis                                     |
| 1961                           | Gilbert Lingier                              | André De Bal                                 | André Durnez                                 |
| 1962                           | Willy Stevens                                | Louis Baudeweijns                            | Robert D'Hert                                |
| 1963                           | Jos Spruyt                                   | Joseph Timmerman                             | Desire Van de Voorde                         |
| 1964                           | Herman Van Loo                               | Jean Monteyne                                | Jan Fransen                                  |
| 1965                           | Noël Van Clooster                            | Gérard David                                 | André Planckaert                             |
| 1966                           | Leo Van Dam                                  | André Poppe                                  | Jozef Leonard                                |
| 1967                           | Jos Van Mechelen                             | Eric Leman                                   | Jean-Marie Sohier                            |
| 1968                           | Georges Claes                                | Jos Schoeters                                | Noël Vantyghem                               |
| 1969                           | Emiel Cambre                                 | Roland Callewaert                            | Eddy Voet                                    |
| 1970                           | Ludo Van Der Linden                          | Willy Van Mechelen                           | Frans Verhaegen                              |
| 1971                           | Theo Dockx                                   | Daniel Moenaert                              | René Dillen                                  |
| 1972                           | Jose Vanackere                               | Gerry Catteeuw                               | Ludo Delcroix                                |
| 1973                           | René Dillen                                  | Eric Van Lent                                | Marcel Laurens                               |
| 1974                           | Florent Van Hooydonck                        | Willem Peeters                               | André Liekens                                |
| 1975                           | Franky De Gendt                              | Leo Van Thielen                              | Emiel Gijsemans                              |
| 1976                           | Paul Clinckaert                              | Eddy Vanhaerens                              | Pieter Verhaeghe                             |
| 1977                           | Fons De Wolf                                 | Dirk Heirweg                                 | Eric Thoelen                                 |
| 1978                           | Walter Schoonjans                            | Fons De Wolf                                 | Daniel Willems                               |
| 1979                           | Eddy Planckaert                              | Etienne De Wilde                             | Werner Devos                                 |
| 1980                           | Eddy Planckaert                              | Patrick Vermeulen                            | Jan Jonkers                                  |
| 1981                           | Jozef Lieckens                               | Marc Sergeant                                | Luc Meersman                                 |
| 1982                           | Rudy Delehouzee                              | Hans D'Haese                                 | Jan Blomme                                   |
| 1983                           | Frank Verleyen                               | Marc Van Laer                                | Stefan Aerts                                 |
| 1984                           | Patrick Verplancke                           | Edwin Bafcop                                 | Rudy De Keyser                               |
| 1985                           | Patrick Verplancke                           | Jan Goessens                                 | Willy Willems                                |
| 1986                           | Walter Van den Branden                       | Frank Francken                               | Frank Vanderhaegen                           |
| 1987                           | Johnny Dauwe                                 | Johan Devos                                  | Koen Vekemans                                |
| 1988                           | Patrick Hendrickx                            | Sammie Moreels                               | Jan Mattheus                                 |
| 1989                           | Chris Lefever                                | Reginald Van Damme                           | Harry Lodge (en)                             |
| 1990                           | Claude De Bodt                               | Didier Priem                                 | Peter Farazijn                               |
| 1991                           | Daniel Verelst                               | Dominique Kinds                              | Hans De Clercq                               |
| 1992                           | Niko Eeckhout                                | Stefan Sels                                  | Hans De Clercq                               |
| 1993                           | Stefaan Vermeersch                           | Rufin De Smet                                | Patrick Kops (nl)                            |
| 1994                           | Robbie Vandaele                              | Danny In 't Ven                              | Arvis Piziks                                 |
| 1995                           | Yvan Segers                                  | Mario Aerts                                  | Danny Van Looy                               |
| 1996                           | Jurgen Vermeersch (nl)                       | Juris Silovs (en)                            | Dennis Moons                                 |
| 1997                           | Karel Vereecke                               | Marc Lotz                                    | Yvan Segers                                  |
| 1998                           | Coen Boerman                                 | Danny Dierckx                                | Koen Scherre                                 |
| 1999                           | Kevin Hulsmans                               | Ronald Mutsaars                              | Frédéric Amorison                            |
| 2000                           | Bert De Waele                                | Marc Vlijm (nl)                              | Davy Huybrechts                              |
| 2001                           | Stefaan Vermeersch                           | Koen Das                                     | Gert Steegmans                               |
| 2002                           | Sean Sullivan                                | Stefaan Vermeersch                           | Roel Egelmeers                               |
| 2003                           | Kenny Lisabeth                               | Koen Barbé                                   | Jurgen Van den Broeck                        |
| 2004                           | Stefaan Vermeersch                           | Jurgen Vermeersch (nl)                       | Claude Pauwels                               |
| 2005                           | Frank van Kuik (de)                          | Rik Kavsek                                   | Kevin Desmedt (nl)                           |
| 2006                           | Greg Van Avermaet                            | Ward Bogaert                                 | Nikolas Maes                                 |
| 2007                           | Sébastien Delfosse                           | Kenny Van Der Schueren                       | Pieter Vanspeybrouck                         |
| 2008                           | Ken Vanmarcke                                | Sep Vanmarcke                                | Gaëtan Bille                                 |
| 2009                           | Sander Armée                                 | Baptiste Planckaert                          | Sep Vanmarcke                                |
| 2010                           | Fréderique Robert                            | Davy De Scheemaeker                          | Jens Debusschere                             |
| 2011                           | Jonas Van Genechten                          | Benjamin Verraes                             | Frédéric Amorison                            |
| 2012                           | Roy Jans                                     | Steele Von Hoff                              | Marco Minnaard                               |
| 2013                           | Jérôme Baugnies                              | Alphonse Vermote                             | Tom Dernies                                  |
| 2014                           | Łukasz Wiśniowski                            | Gaëtan Bille                                 | Boris Dron                                   |
| 2015                           | Baptiste Planckaert                          | Joeri Calleeuw                               | Nils Politt                                  |
| Gand-Wevelgem/Kattekoers-Ieper |                                              |                                              |                                              |
| 2016                           | Mads Pedersen                                | Anders Skaarseth                             | Gabriel Cullaigh                             |
| 2017                           | Jacob Hennessy                               | Ian Garrison                                 | Rasmus Tiller                                |
| 2018                           | Žiga Jerman                                  | Jake Stewart                                 | Mathieu Burgaudeau                           |
| 2019                           | Jonas Rutsch                                 | Andreas Leknessund                           | Jens Reynders                                |
| 2020-2021                      | Annulés en raison de la pandémie de Covid-19 | Annulés en raison de la pandémie de Covid-19 | Annulés en raison de la pandémie de Covid-19 |
| 2022                           | Samuel Watson                                | Sebastian Changizi                           | Valentin Retailleau                          |
| 2023                           | Gil Gelders                                  | Nicolò Buratti                               | Henri Uhlig                                  |
| 2024                           | Huub Artz                                    | Rasmus Søjberg                               | Andrea Raccagni Noviero                      |
| 2025                           | Alessandro Borgo                             | Patrick Frydkjær                             | Joshua Golliker                              |

## Variantes
Depuis 1934, Gand-Wevelgem est organisée pour les hommes. En 2012, Gand-Wevelgem féminin est créée, et se court le même jour de la course, sur un parcours d'environ 120 kilomètres. 
Il existe également :
- une compétition masculine juniors (moins de 19 ans), le Gand-Wevelgem/Grand Prix André Noyelle-Ieper, qui fait partie de la Coupe des Nations juniors ;
- une compétition féminine juniors (moins de 19 ans), Gand-Wevelgem juniors, qui fait partie de la Coupe des Nations féminine juniors ;
- une compétition pour les débutants garçons (moins de 17 ans), qui fait partie de la Coupe de Belgique ;
- une compétition pour les débutantes filles (moins de 17 ans), qui fait partie de la Coupe de Belgique.